# قادين خاني
قادين خاني (بالتركية: Kadınhanı)‏ هي بلدة ومُديريَّة تقع في ولاية قونية بتركيا. تصل مساحتها إلى 1126.7 كم²، وترتفع عن سطح البحر حوالي 1126 م.